# Istituto Universitario Salesiano Torino
L'Istituto Universitario Salesiano Torino (IUSTO) è un'università privata, aggregata all'Università Pontificia Salesiana, con sede e campus a Torino, nel quartiere Rebaudengo.
La mission di IUSTO è la formazione accademica e l’aggiornamento continuo di giovani e adulti. Tutte le attività formative proposte sono volte a migliorare la qualità della vita personale e a rafforzare legami sociali nel territorio, favorendo la crescita delle persone, delle famiglie e dei gruppi nella conoscenza e nella gestione di sé, nella comunicazione e nella relazione. A tal fine, IUSTO insegna e utilizza le metodologie scientificamente validate dalla psicologia e dalla pedagogia, nell’incessante attualizzazione del “sistema preventivo” di don Bosco.
IUSTO è iscritto all'Anagrafe Nazionale delle Ricerche del MIUR: dal 2017 è riconosciuto come Soggetto di per sé qualificato per l’erogazione di corsi di formazione per insegnanti, ai sensi della Direttiva Ministeriale 170/2016 (art. 1), ed è abilitato per l’utilizzo della Carta del Docente.

## Storia
La storia dell'ora "Istituto Universitario Salesiano Torino Rebaudengo - IUSTO" si intreccia con quella dell'Università Pontificia Salesiana (UPS) che inizia nel 1913 a Foglizzo, in provincia di Torino, con l'avvio dello Studentato Teologico Salesiano. Ma la prima guerra mondiale disperde tutti gli studenti e costringe alla soppressione della struttura.
Il progetto riprende nel 1936 a Torino con l'Ateneo Pontificio Salesiano (PAS) e l'avvio di due Facoltà: Teologia presso la casa della Crocetta, Filosofia e Pedagogia presso l'Istituto Salesiano Rebaudengo.
Fin dagli inizi del PAS (1938-1941), per opera dell'allora Rettore Maggiore, Don Pietro Ricaldone, si inseriscono corsi teorico-pratici in tema di orientamento, affidando al Prof. Giacomo Lorenzini, fondatore dell'Istituto di Psicologia del PAS, l'iniziativa di promuoverne lo sviluppo. Nel 1948, presso l'Istituto Rebaudengo, sorge il Centro Salesiano di Orientamento (CSO) come sezione dell'Istituto di Psicologia del PAS e nel 1953, per opera del Prof. Mario Viglietti, viene allestita la prima Mostra di Orientamento Professionale per illustrare il metodo ADVP messo in atto nelle scuole dell'Ispettoria.
Nel 1958, con il trasferimento del PAS a Roma, si organizza il Servizio di Consulenza Scolastica ed Orientativa. Ne è incaricato il Prof. Mario Viglietti. Da quell'epoca fino al 1965, il CSO ha una notevole espansione nel proprio settore di attività, arrivando a contattare oltre 10.000 alunni. Intanto si aprono nuove prospettive d'azione. Nel 1962 il Prof. Giacomo Lorenzini avvia un servizio di Consulenza Psicoclinica e vocazionale. Nel 1966 iniziano i Corsi di Psicologia per laureati e diplomati di scuola superiore, regolarmente approvati con Decreto Ministeriale il 7 Luglio 1966.
Nel Settembre del 1966 entra a far parte dell'organico del Centro il Prof. Gianfranco Cavicchiolo a cui è affidata l'attivazione e l'organizzazione della Sezione di Consulenza psico-medico-pedagogica e sociale. Sotto la sua guida si organizza una attiva équipe di operatori e vengono offerti multiformi servizi di assistenza a più di 30.000 alunni delle scuole pubbliche e private, nonché a persone singole, ampliando notevolmente il raggio d'azione del Centro. Nel 1971 vengono ospitati i Corsi per Insegnanti di Sostegno, organizzati dall'Istituto Toniolo dell'Università Cattolica di Milano.
Nel 1973 il PAS di Roma è elevato al rango di Università Pontificia Salesiana (UPS).
Con l'avvio del corso di laurea in Psicologia presso l'Università degli Studi di Torino nel 1989, il Centro Rebaudengo ridefinisce i suoi campi di formazione, paralleli alle attività di orientamento e di supporto psicoterapeutico.
Il 22 Giugno 2000 nasce l’Associazione di secondo livello SSF Rebaudengo per la Formazione Superiore con lo scopo di promuovere l'organizzazione della Scuola Superiore di Formazione Rebaudengo (SSF), fondata nel Maggio del 2004. Vengono così avviate le pratiche di affiliazione alla facoltà di Scienze dell'Educazione dell'UPS, che si concludono con il decreto della Congregatio de Institutione Catholica, datato il 29 Agosto 2005.
Nel Gennaio 2006 si avviano i primi Master Universitari della SSF, successivamente i corsi di perfezionamento e dal Settembre 2007 il primo ciclo di Baccalaureato in Psicologia della Comunicazione.
Nel 2014 L'Istituto cambia nome e da SSF Rebadengo (Scuola Superiore di Formazione Rebaudengo) diventa IUSTO (Istituto Universitario Salesiano Torino Rebaudengo).

## Organizzazione
IUSTO ha due aree di azione:
- Università (Formazione Accademica). L'offerta formativa prevede Corsi di Laurea in Psicologia, Corsi di Laurea in Scienze dell'Educazione, Master e Corsi Universitari di Perfezionamento.
- Agenzia Formativa accreditata dalla Regione Piemonte (Formazione non universitaria e Orientamento Professionale). In particolare IUSTO svolge attività di promozione ed organizzazione di corsi di formazione aggiornamento per occupati e disoccupati, finanziati o non. Sostegno all'inserimento nel mondo del lavoro attraverso azioni di orientamento professionale, ad esempio attraverso il bilancio di competenza.

## Natura giuridica
Lo IUSTO è aggregato all'Università Pontificia Salesiana di Roma ed è gestito dall'Istituto universitario salesiano ossia un ente ecclesiastico dotato di personalità giuridica e approvato con decreto del Ministero dell'interno in data 19 gennaio 2012.
I titoli accademici dell'Università Salesiana sono di diritto pontificio; il loro valore civile è definito secondo i Concordati e le Legislazioni vigenti nei diversi Stati e le norme particolari delle singole Università o Istituti Universitari.